# Лапухинская
Лапухинская — деревня в Шенкурском районе Архангельской области. Входит в состав муниципального образования «Верхоледское».

## География
Деревня расположена в южной части Архангельской области, в таёжной зоне, в пределах северной части Русской равнины, в 92 километрах на северо-запад от города Шенкурска, на правом берегу реки Ледь, притока Ваги. Ближайшие населённые пункты: на западе деревня Хомутинская, на юго-востоке деревня Булавинская.
Часовой пояс
Лапухинская, как и вся Архангельская область, находится в часовой зоне МСК (московское время). Смещение применяемого времени относительно UTC составляет +3:00.

## Население
| 2002 | 2010 | 2012 |
| ---- | ---- | ---- |
| 11   | ↘6   | ↗8   |

## История
Указана в «Списке населённых мест по сведениям 1859 года» в составе 1-го стана Шенкурского уезда Архангельской губернии под номером «2189» как «Лапухинская (Костянска)». Насчитывала 5 дворов, 23 жителя мужского пола и 16 женского.
В «Списке населённых мест Архангельской губернии к 1905 году» деревня Лопухинская (Костина) насчитывает 11 дворов, 50 мужчин и 53 женщины. В административном отношении деревня входила в состав Верхоледского сельского общества Великониколаевской волости.
В 1911 году деревня оказалась в составе новой Котажско-Верхоледской волости, которая выделилась из Великониколаевской. На 1 мая 1922 года в поселении 24 двора, 61 мужчина и 79 женщин.